# محمد محمود عصفور
الشيخ محمد محمود عصفور (13 فبراير 1938 - 17 أبريل 2020) هو قارئ قرآن مصري وُلد في قرية ميت الرخا في محافظة الغربية. تعلم القرآن في كُتّاب قرية ميت الرخا وقرية شبرا بخوم إحدى قرى محافظة المنوفية، على يد الشيخ مصطفى محمود العانوسي حيث أتم تجويد القرآن وهو في الثالثة عشرة من عمره وأجازه الشيخ مصطفى العانوسي، في التحفة والجزرية ورسالة ورش ورسالة حمزة من طريق الشاطبية ومن طريق الطيبة.

## وفاته
توفي يوم الجمعة 17 أبريل 2020م، عن عمر ناهز 82 عامًا، ونعته نقابة محفظي وقراء القرآن.

## وصلات خارجية
- محمد محمود عصفور من موقع إسلام ويب